# Olga Genkina
Olga Mikhajlovna Genkina (en russe : О́льга Миха́йловна Ге́нкина), née le 2 octobre 1881 à Kalouga et morte assassinée le 16 novembre 1905 à Ivanovo, est une militante révolutionnaire russe, membre du Parti ouvrier social-démocrate de Russie connue pour sa participation à la révolution de 1905.

## Biographie
Elle naît à Kalouga le 2 octobre 1881. Son père, d’origine juive, est médecin.
Son frère la décrit comme ayant un fort tempérament et aimant « grimper aux arbres comme un garçon malgré ses jupes ».[réf. nécessaire]
Comme beaucoup de jeunes femmes issues de milieux aisés de sa génération, elle est séduite par les idées communistes et rejoint le Parti ouvrier social-démocrate de Russie en 1902,. L’année suivante, elle épouse Iemelian Iaroslavski, qui participera aussi à la révolution d'octobre 1917 et sera plus tard membre du Comité central du Parti communiste de l'Union soviétique.
Étudiante à l’Institut médical des femmes de Saint-Pétersbourg, elle en est exclue en février 1904 après avoir été découverte en possession d’un livre révolutionnaire.
Elle est emprisonnée une première fois, mais sa famille paie une cauton très onéreuse pour la faire sortir. 
En 1905, le parti l’envoie à Nijni Novgorod pour organiser la participation des travailleurs du secteur textile à la révolution. Elle est arrêtée, mais libérée à la suite d’un soulèvement populaire qui prend la prison où elle est détenue.
En novembre de la même année, âgée de 24 ans et désobéissant à son frère, elle est interpelée par les forces de l’ordre à la gare d’Ivanovo, en provenance de Moscou, avec une valise contenant dix revolvers et des munitions qu’elle était chargée de livrer à des militants révolutionnaires. Elle meurt après avoir été rouée de coups à la suite de cette interpellation (pas moins de douze coups ont été portés à la tête). Son assassinat a souvent été attribué aux Cent-Noirs,. Des versions plus détaillées des faits mentionnent que les membres des forces de l’ordre ont refusé de l’emprisonner à sa demande et l’ont livrée à la foule environnante (dans laquelle se trouvaient des membres des Cent-Noirs), alors que la rumeur de la capture d’une terroriste courait dans celle-ci, après avoir également refusé de lui rendre l’une des armes qu'elle avait transportée pour se suicider,. Les coupables n’ont jamais été identifiés.

## Postérité
Le meurtre d’Olga Genkina est mis en scène dans le film Товарищ Арсений (Tovarišč Arsenij) d’Ivan Lukinsky (1964).
Une rue de Nijni Novgorod porte le nom d’Olga Genkina.
À Ivanovo, une rue est nommée en son honneur, ainsi qu’un square situé près du lieu de son assassinat dans lequel se trouve érigé un buste de la révolutionnaire inauguré en 1977,.
Une enquête menée en 2015 sur un échantillon de trente personnes d’Ivanovo illustre que les personnes les plus âgées connaissent Olga Genkina et son histoire tandis qu’elle est une figure plutôt méconnue des jeunes générations.